# 福岡町 (富山県)
福岡町（ふくおかまち）は、富山県にかつて存在していた町。県西部の石川県との県境に位置した。2005年11月1日に市町村合併により高岡市となる。福岡町の合併により西礪波郡に属する町村はなくなった。

## 地理
- 河川：小矢部川、岸渡川、黒石川、子撫川

町域の約3割が平野部、残り約7割が山間部である。砺波平野の一角に町の中心部がある。標高約510mを頂点とした山間部には五位ダムやとやま・ふくおか家族旅行村がある。また、南西から北東に向け、小矢部川が流れて、町を潤している。

## 隣接自治体
- 北：氷見市
- 北東：高岡市
- 北西：宝達志水町（石川県）
- 西：津幡町（石川県）
- 南東：砺波市
- 南西：小矢部市

## 歴史
- 1889年
  - 4月1日 - 町村制の施行により、福岡町が発足する。
- 1940年
  - 2月11日 - 西礪波郡福岡町、大滝村及び山王村が合併して、西礪波郡福岡町が発足する。合併当時の人口は5,015人[1]。
- 1954年
  - 8月1日 - 西礪波郡福岡町、西五位村及び五位山村が合併して、西礪波郡福岡町が発足する。
  - 9月15日 - 西礪波郡赤丸村を編入する。高岡市との合併直前の町域になる。
- 2004年
  - 1月15日 - 高岡市と「高岡市・福岡町 合併任意協議会」を発足させる。
  - 5月6日 - 高岡市と「高岡市・福岡町 合併協議会（法定協議会）」を発足させる。
- 2005年
  - 2月25日 - 2005年11月1日に合併で新「高岡市」設置を決定、合併に調印。
  - 11月1日 - 高岡市及び西礪波郡福岡町が合併して、高岡市が発足する。

## 行政

### 町長
| [icon] | この節の加筆が望まれています。 |

| [icon] | この節の加筆が望まれています。 |

## 産業
- 菅笠 - 全国シェアの90%を占める。菅笠の製作技術は「越中福岡の菅笠製作技術」として国の重要無形民俗文化財に指定されている。
- 養鯉 - 県内シェアの85%を占める。小中学校の給食に「鯉の唐揚げ」が出る事がある。
- 企業 - 三協立山（三協アルミ社）福岡工場・福岡西工場、STメタルズ、三協化成、富士コン、ハリタ金属、鉄道機器、マスオカ、イセ食品など。

## 教育
- 福岡町立福岡小学校
- 福岡町立淵ヶ谷小学校 - 平成14年度をもって無期限休校、高岡市との合併後、平成24年度末をもって廃校となった[2]。
- 福岡町立福岡中学校
- 富山県立福岡高等学校

## 交通

### 鉄道路線
北陸本線
福岡駅
北陸新幹線の長野駅 - 金沢駅間の延伸開業に伴い、2015年（平成27年）3月14日以降、福岡駅はあいの風とやま鉄道線の駅となっている。

### バス路線
- 加越能バス
- 高岡市公営バス - 福岡交通株式会社に運行を委託している。

### 道路
高速道路
能越自動車道福岡IC
一般国道
国道8号
都道府県道
富山県道9号富山戸出小矢部線 - 町南部の矢部地内の南端の一角をわずかに通る（砺波市江波（よなみ）交差点手前のあたり）。
富山県道32号小矢部伏木港線
富山県道48号福光福岡線
富山県道75号押水福岡線
富山県道251号本保福岡線
富山県道266号岡笹川線
富山県道267号福岡宮島峡公園線
富山県道276号西中大滝線
富山県道358号横越大滝線
富山県道359号石堤大野線
富山県道369号小野上渡線

## 名所・旧跡
- ふくおか総合文化センター（Uホール）
- とやま・ふくおか家族旅行村 - 五位ダム湖畔に位置し、日帰り温泉施設やロッジ山ぼうしなど宿泊施設がある。
- 花尾カントリークラブ
- 木舟城跡（県の史跡）
- 赤丸城跡（市の史跡）
- ミュゼふくおかカメラ館
- 福岡町歴史民俗資料館（雅楽の館）
- 岸渡川 - 桜の名所として名高い。
- 長安寺 - 福岡の中心街にある真宗大谷派の寺院。加賀藩参勤交代の折にご休憩所として利用された。
- 殿様清水（とのさましょうず） - 加賀藩参勤交代の折、真宗大谷派長安寺で藩主に供されたと言われている清水。源泉が枯れたため、現在は復元したものである[3]。

## 祭事・催事
- 福岡町つくりもんまつり（9月23日〜24日）
- 長靴アイスホッケー大会（毎年2月第3日曜）